# محمد القفاص
محمد القفاص (1968 -)، ممثل ومؤلف ومخرج بحريني. أخرج العديد من المسلسلات البحرينية والخليجية والمسرحيات الخليجية.

## أعماله
- 1994 مسرحية ياقوت على خط النار[2]
- 1996 مسلسل عجايب زمان[3]
- 1997 مسلسل بحر الحكايات[4] (تمثيل ومساعد مخرج أول)
- 1998 مسلسل سعدون[5]
- 1999 مسلسل سرور[6]
- 1999 مسلسل غناوي المرتاحين[7]
- 2000 مسلسل نيران[8] (عنبر)
- 2001 مسلسل أحلام رمادية[9] (تمثيل، تأليف ومساعد مخرج)
- 2003 مسلسل شريك الحياة[10]
- 2004 مسلسل هدوء وعواصف[11] (مؤلف ومخرج)
- 2005 مسلسل عذاري[12] (مؤلف ومخرج)
- 2006 مسلسل جنون الليل[13] (مؤلف ومخرج)
- 2006 مسلسل شبابيك[14] (مؤلف)
- 2007 مسلسل عيون من زجاج[15] (قصة وسيناريو وحوار وإخراج)
- 2008 مسلسل ملامح بشر[16] (تأليف وإخراج)
- 2008 مسرحية سنوات الضياع[17]
- 2009 مسلسل إمرأة وأخرى[18] (مخرج)
- 2009 مسلسل قلوب للإيجار[19] (مخرج)
- 2009 برنامج نلتقي مع بروين حبيب[20] (ضيف)
- 2010 مسلسل زوارة الخميس[21] (مخرج)
- 2010 مسلسل قصة هوانا[22] (مخرج)
- 2011 مسلسل الحب المستحيل[23] (مخرج)
- 2012 مسلسل درب الوفا[24] (مخرج)
- 2013 مسلسل أي دمعة حزن لا[25] (تأليف وإخراج)
- 2013 مسلسل الحلال والحرام[26] (مؤلف ومخرج)
- 2014 مسلسل كسر الخواطر[27] (مخرج)
- 2014 مسلسل يا من كنت حبيبي[28] (مخرج)
- 2015 مسلسل أمنا رويحة الجنة[29] (مخرج)
- 2015 مسلسل حصاد الزمن[30] (الإشراف على العمل)
- 2015 مسلسل صديقاتي العزيزات[31] (مخرج)
- 2016 مسلسل المسا فات[32] (مخرج)
- 2016 مسلسل ساق البامبو[33] (مخرج)
- 2017 مسلسل حياة ثانية[34] (مخرج)
- 2017 مسلسل كان في كل زمان[35] (مخرج)
- 2017 مسرحية هذا الميدان يا حميدان[36] (مؤلف ومخرج)
- 2018 مسلسل عطر الروح[37] (مخرج)
- 2019 مسلسل أمنيات بعيدة[38] (مخرج)
- 2019 مسلسل عذراء[39] (مخرج)

## روابط خارجية
- محمد القفاص على موقع IMDb (الإنجليزية)
- محمد القفاص على موقع قاعدة بيانات الأفلام العربية